# Mitologia de Superman
A "mitologia" de Superman refere-se aos elementos que compõem o universo ficcional do personagem, a partir de sua história de origem, até sua possível "imortalidade". Desde a criação do personagem esses elementos são apontados como em constante evolução, com acréscimos e revisões acontecendo constantemente. A própria história de origem do personagem já sofreu mais de uma dúzia de revisões, incluindo as minisséries Superman: Secret Origin (2009), Superman: Birthright (2004-2005) e The Man of Steel (1986). O planeta Krypton é um elemento comum em quase todas as histórias do personagem, embora suas características, língua e população tenham substanciais diferenças de uma versão para a outra. Superman é originalmente "Kal-El", filho de "Jor-El" e "Lara Lor-Van".
Entende-se que a a história de origem de Superman o leva de Krypton ao planeta Terra, onde é encontrado por um casal de fazendeiros do Kansas, nos Estados Unidos, "Jonathan" e "Martha Kent", que o adota, dando-lhe o nome de "Clark Kent". A partir de 1986, com The Man of Steel introduzindo o conceito das "câmaras gestacionais", a naturalidade de Superman como kryptoniano passou a ser um assunto de disputa, pois a continuidade ficcional do personagem foi alterada de forma a permitir que ele tenha passado por uma gestação artificial, se desenvolvendo fora do útero de sua mãe e dentro de uma máquina, "nascendo" apenas ao chegar nos Estados Unidos, o que o tornaria, de facto, um americano, e não um kryptoniano. Não obstante, a sequência de eventos seguintes é igualmente diversa nas diferentes versões da história do personagem: algumas histórias estabelecem que em sua adolescência, ele teria atuado como "Superboy", inclusive ao lado da Legião de Super-Heróis, que veio de um milênio no futuro para conhecê-lo; enquanto outras mostram que ele só viria a se tornar um super-herói ao atingir a idade adulta - da mesma forma, o desenvolvimento dos seus super-poderes também se mostra condicionado à sua atuação como super-herói na adolescência ou não. Algumas versões retratam a morte de Jonathan Kent, seu pai adotivo, como um elemento de sua origem, outras não.
Como "Superman", o herói possui uma identidade secreta, vivendo oculto como "Clark Kent" dentre os funcionários do Planeta Diário, inclusive "Lois Lane", seu principal interesse romântico e eventual esposa em mais de uma versão. A incompatibilidade genética entre kryptonianos e terrâqueos é um elemento também abordados nas histórias do personagem, especulando-se que Lois Lane não poderia engravidar de seu marido. Além do casamento e da possibilidade de ter filhos, o personagem é apontado como tendo um legado substancial no universo ficcional em que se insere, servindo de modelo e inspiração para diversos heróis, por muitos anos além de sua existência. Enquanto algumas histórias estabelecem a possibilidade do personagem ser morto, outros autores introduziriam a possibilidade dele ser virtualmente imortal, pela própria natureza de seus poderes, decorrentes da absorção de luz solar.

## Krypton

### História de destruição de Krypton
Seus habitantes esgotaram os recursos de Krypton fazendo com que ele explodisse.

## Elementos kryptonianos na Terra

### Kryptonita
A Kryptonita é formada de fragmentos radioativos de Krypton, o planeta natal do Super-Homem.
Na Era de Prata, havia vários tipos diferentes de kryptonita:
- Verde - a mais comum, é fatal a qualquer Kryptoniano, causa fortes dores e pode levar à morte se a exposição à sua radiação for prolongada.
- Vermelha - causa uma de muitas mutações imprevísiveis a nível físico e mental: pode alterar as emoções do Super-Homem, fazê-lo criar 2 braços extra, torná-lo um anão, um gigante, um dragão, uma criança, separá-lo num Superman mau e um Clark Kent bondoso e sem poderes, dividi-lo em um Superman azul e outro vermelho, torná-lo muito gordo, torná-lo muito cabeludo e barbudo, fazê-lo ficar com cabeça de formiga, fazê-lo incapaz de dizer qualquer coisa sem ser em kryptonês, fazê-lo amnésico, fazê-lo perder a alta resistência na parte esquerda do corpo, etc. Os efeitos duram de 24 a 48 horas, e nunca se repete um mesmo efeito. Aparentemente, cada pedaço de kryptonita vermelha só podia afetar um kryptoniano uma única vez, necessitando outro pedaço para um novo efeito (mas que nunca seria o mesmo). Pois no seriado Smallville a Kriptonita vermelha muda a personalidade do Superman, fazendo tornar-lo vilão.
- Azul - Letal para Bizarro, mas cura efeitos de outras kryptonitas em Superman .
- Branca - Letal para a vida vegetal.
- Antikryptonita: Possui o efeito inverso da Kryptonita Verde, ela não é letal para os Kryptonianos, mas é fatal para os humanos normais. Formou-se no solo de Argo City, cidade kryptoniana da Supermoça.
- kryptonita X: verde, dá poderes quase iguais aos de Superman a humanos normais. Temporário, mas pode ter efeito permanente.
- kryptonita jóia: criada pelo interno da Zona Fantasma Jax-Ur, esta não é realmente kryptonita, nem mesmo radioativa. Esta pedra permite aos internos da Zona Fantasma poderem influenciar o mundo fora da Zona. Eles podem focalizar suas forças de vontade na pedra a fim de criar os efeitos de poderes mentais que afetam seres humanos da Terra, como hipnose, rajadas mentais, rajadas psicocinéticas, ilusões e controle mental.
- (Nota¹) Na verdade as Kryptonitas não fazem efeito algum a qualquer Kryptoniano, somente aos Kryptonianos que foram expostos ao raios do Sol Amarelo da terra. Superman e sua Prima, Supermoça, sentem os efeitos, pois vivem na terra, sendo assim, são expostos todos os dia pelo Sol Amarelo.

Após a Crise nas Infinitas Terras, o Super-Homem ganhou uma nova origem onde existia apenas um tipo de kryptonita: a verde.
Na Série Smallville que conta a história do Superman enquanto jovem, existem alguns tipos de kryptonita:
- Verde - letal para o Superman
- Vermelha - aflora uma personalidade sem inibições e rebelde do Superman
- Preta - divide (ou une) o lado bom e o lado mal do Superman
- Prateada - cria ilusões na mente do Superman
- Azul - Inibe os poderes dos kriptonianos sob o Sol amarelo
- (Nota¹) As diferentes variações de Kriptonitas citadas acima, apenas quatro fazem parte do universo de Superman: Verde, Vermelha, Azul...as outras não existem oficialmente nas historias
- (Nota²) A Kryptonita Preta, não divide o Homem de aço, conforme mencionado aqui, na verdade a Kryptonita que o divide é a vermelha; pode-se ver isso no filme Superman III, onde Superman luta com o seu outro Eu do mal, que foi dividido pela Kryptonita Vermelha.

## O legado de Krypton pós-destruição

### Argo City
Argo City foi uma das maiores cidades de Krypton. Seguiu os conselhos de Zor-El para a construção de um equipamento que possibilitasse a sua sobrevivência, assim sendo a única cidade que restou após a destruição do planeta. É o local de nascimento da Supergirl.

## Super-poderes e imortalidade
Superman possui poderes na Terra devido a radiação da luz solar. Dentre eles estão a invulnerabilidade (a mesma somente se aplica a armas e individuos "humanos"), visão de calor, super-força, visão raio x, super pulo, voo, super velocidade, sopro congelante e super audição.